# Argunskoje
Vesnické sídlo Argunskoje je místní samosprávný celek v Něrčinsko-Zavodském rajónu Zabajkalského kraje Ruské federace na levém břehu řeky Argun.
Administrativním centrem sídla je vesnice Argunsk, Argunskoje zahrnuje ještě vesnice Domasovo, Išaga a Srednaja.

## Historie
Roku 1681 kozáci z Něrčinska založili Argunský ostroh na pravém břehu Argunu. Něrčinskou smlouvou z roku 1689 se Argun stala pohraniční řekou oddělující Rusko od čchingské Číny, Rusové proto byli nuceni přenést Argunsk na druhý břeh řeky.